# هرم ونیس

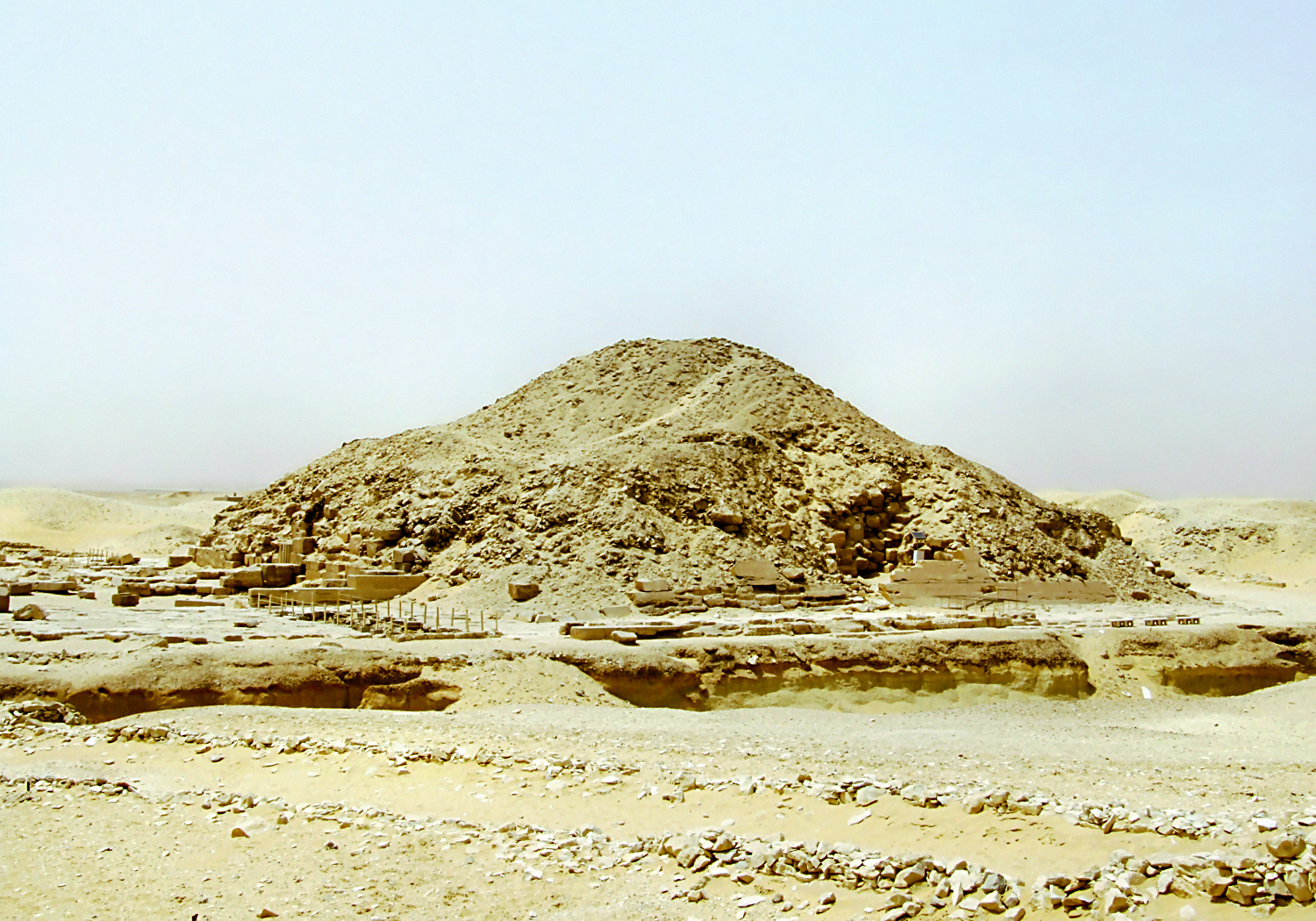
هرم ونیس

مجموعه هرم ونیس که بدان هرم اوناس هم گفته می‌شود، واقع در محوطه هرمهای سقاره در نزدیکی قاهره در مصر است.
هرم ونیس، که توسط «فرعون ونیس» از پادشاهان دودمان پنجم مصر ساخته شد، در هنگام ساخت نام «زیباست مکان‌های ونیس» داشته. این هرم اکنون ویرانه است و بیشتر همانند یک تپه کوچک است تا هرمی پادشاهی.
نوشته‌هایی که روی دیوارهای اتاق‌های درون این هرم را پوشانده بودند نخستین نوشته‌های کشف شده از مصر باستان بوده‌اند. این نوشته‌ها اکنون به نام "نوشته‌های هرم" شناخته می‌شوند. در دیوارهای هرم او تعدادی ورد جادویی دیده می‌شوند که به منظور نگهداری از او در هنگام سفرش در زندگی پس از مرگ نوشته شده‌اند.